# ۱۳۶۶ (میلادی)
۱۳۶۶ (میلادی) هزار و سیصد و شصت و ششمین سال تقویم میلادی است.

## زادگان
- ۳ آوریل - هنری چهارم انگلستان: پادشاه انگلستان.